# Messer- und Dolchformen

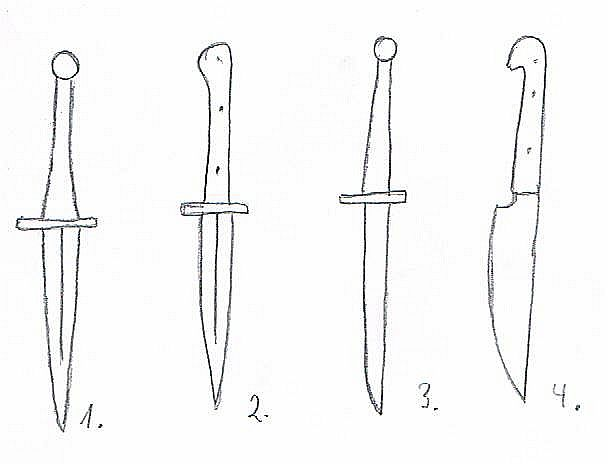
Dolch- und Messerformen

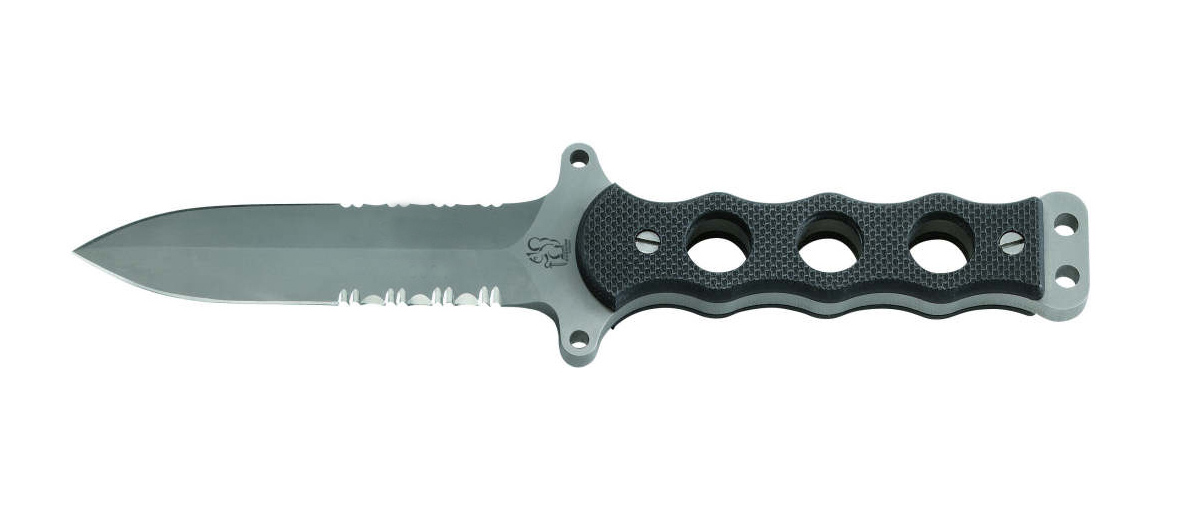
Dolchklinge mit Sägezahn

Unter Messer- und Dolchformen versteht man die unterschiedlichen Typen von Messern und Dolchen. Messer sind von Dolchen durch Form und Verwendung klar zu unterscheiden, es gibt jedoch auch Mischformen.

## Beschreibung
1. Dolch. Die Dolchklinge ist ein- oder zweischneidig, mit einem geraden, symmetrischen Heft. Der Knauf ist meist verdickt oder mit einer Platte abgedeckt. Die Klinge eignet sich besonders zum Stich. Ausnahmen gibt es bei Sonderformen (z. B. Stilett).
2. Messerdolch. Die Klinge ist ein- oder zweischneidig. Das Heft ist ein asymmetrisches Messerheft, das am Knauf abgebogen und oft verbreitert ist und kurze Parierstangen besitzt. Die Klinge eignet sich nur zum Stoß.
3. Dolchmesser. Die Klinge ist die einschneidige Klinge eines Messers. Das Heft ist ein symmetrisches Dolchheft mit einem verdickten, oder einer Platte beschlagenem Knauf. Es besitzt kurze Parierstangen oder ein kleines Parierstück. Die Klinge eignet sich zum Schnitt und zum Stich. Es gibt Ausnahmen (z. B. Stoßdolch).
4. Messer. Die Klinge ist eine asymmetrische, einschneidige, meist bauchige Messerklinge. Das Heft ist asymmetrisch und am Knauf abgebogen und oft verbreitert. Die Klinge eignet sich hauptsächlich zum Schnitt. Es gibt Ausnahmen (z. B. Stichmesser, Ausbeiner, Faustmesser).[1]